# Pygopterus
Pygopterus (лат.) — вымерший род костистых рыб, обитавших в позднем пермском-раннем триасовом периодах (около 258—248 миллионов лет назад). Ископаемые остатки найдены в Европе, Гренландии, на Шпицбергене и в Турции.

## Описание
Многочисленные окаменелости этого животного были найдены в различных европейских отложениях поздней перми и позволили со значительной достоверностью реконструировать его облик. Pygopterus был крупной рыбой, которая могла достигать 80 сантиметров в длину; у него было стройное, узкое тело, заострённое рыло и большой рот с крупными острыми зубами. На хвосте располагался очень широкий хвостовой плавник, его верхняя лопасть длиннее и массивнее нижней. Ганоидная чешуя, покрывавшая тело Pygopterus, была маленькой, ромбовидной формы и не могла отсвечивать. В области спины и живота присутствуют тонкие чешуйки.

## Классификация
Впервые описанный в 1833 году Луи Агассисом в его работе «Recherches sur les Poissons Fossiles», род Pygopterus хорошо известен благодаря многочисленным окаменелостям, найденным в Англии и Германии в отложениях поздней перми. К роду Pygopterus относят многочисленные виды, наиболее известными из которых являются P. humboldti из Германии и Англии, а также P. latus из Англии. В числе других видов P. gleerupi и P. nielseni из перми Гренландии, а также P. degeeri из раннего триаса Шпицбергена. Вид P. concavus из позднего триаса Франции может не принадлежать к этому роду. В Турции известны пермские окаменелости, относящиеся к виду P. nielseni.
Долгое время Pygopterus считался типичным представителем отряда Palaeonisciformes — обширной группы ганоидных рыб, составляющих древнейшую ветвь костистых рыб. Однако последовавшие кладистические исследования показали, что многие рыбы, ранее относимые к палеонискообразным, не были тесно связаны друг с другом. Сам Pygopterus, который, вероятно, является родственником с меньшего по размеру Palaeoniscum, возможно, был частью другого направления эволюции. Тем не менее, недавние исследования относят семейство Pygopteridae к собственно Palaeoniscoidea (Nelson, 2006).

## Палеобиология
Pygopterus, вероятно, являлся быстрым и сильным пловцом, благодаря своей форме тела он являлся эффективным хищником, похожим на барракуд или щуку. Глубоко раздвоенный хвост помогал Pygopterus быстро передвигаться в толще воды. В некоторых экземплярах Pygopterus humboldti из Германии обнаружены похожие, но меньшие по размеру особи Palaeoniscum.